# Gestreepte dwergooruil
De gestreepte dwergooruil (Otus brucei) is een vogelsoort uit de familie van de strigidae (uilen).

## Verspreiding en leefgebied
Deze soort komt voor van het Midden-Oosten tot westelijk en centraal Azië en telt vier ondersoorten:
- O. b. exiguus: van Israël en zuidelijk Irak tot westelijk Pakistan en noordoostelijk Arabië.
- O. b. obsoletus: van zuidelijk Turkije en noordelijk Syrië tot Oezbekistan en noordelijk Afghanistan.
- O. b. brucei: van het Aralmeer tot Kirgizië en Tadzjikistan.
- O. b. semenowi: zuidelijk Tadzjikistan tot westelijk China, noordelijk Pakistan en oostelijk Afghanistan.